# كينغ فلمنج
كينغ فلمنج (بالإنجليزية: King Fleming)‏ هو عازف بيانو أمريكي، ولد في 4 مايو 1922 في شيكاغو في الولايات المتحدة، وتوفي في 1 أبريل 2014 في مانتينو في الولايات المتحدة.

## وصلات خارجية
- كينغ فلمنج على موقع ميوزك برينز (الإنجليزية)
- كينغ فلمنج على موقع ديسكوغز (الإنجليزية)